# آزاد آمریکا ۲۰۰۸ (تنیس)

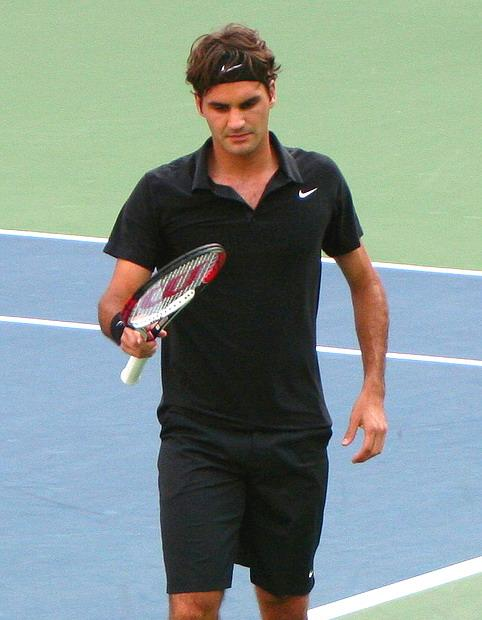
راجر فدرر، مدافع عنوان قهرمانی

آزاد آمریکای ۲۰۰۸ (به انگلیسی: 2008 US Open) یک تورنمنت تنیس بود که روی زمین سخت اجرا شد. این، ۱۲۷مین مرتبهٔ مسابقات آزاد آمریکا و چهارمین و آخرین گرنداسلم سال بود. این رقابت‌ها در USTA Billie Jean King National Tennis Center در فلاشینگ مدوز شهر نیویورک، نیویورک، ایالات متحده از تاریخ ۲۵ اوت تا ۸ سپتامبر ۲۰۰۸ برگزار شد.
مدافع عنوان قهرمانی مردان، راجر فدرر، برای پنجمین مرتبهٔ پیاپی، موفق به کسب عنوان این رقابت‌ها شد، در حالی که ژوستین انه، مدافع عنوان قهرمانی زنان، به دلیل بازنشستگی‌اش از تنیس به دفاع از عنوان خود نپرداخت.